# Schloss Čím
Das Schloss Čím ist ein ehemaliges Schloss in der Gemeinde Čím in Tschechien.

## Lage
Das Schloss befand sich am Hang im südlichen Teil des Dorfes über dem Tal des Baches Meredský potok.

## Geschichte
Das Schlösschen Čím wurde zum Ende des 17. Jahrhunderts als überwiegend hölzerner Bau mit starken Strebepfeilern aus Ziegeln und Walmdach für die Besitzer des größten der Čímer Lehnhöfe, des Nosakowskyschen Hofes erbaut. In der rechten Seite des Parterres befand sich die Schlosskapelle St. Vitus. Es wurde 1754 beim Verkauf an die Abtei St. Johann unter dem Felsen auf 3110 Gulden taxiert. Johann Anton Kotz von Dobrz ließ ab 1787 im Schloss eine große Familienbibliothek anlegen.
Im Jahre 1875 wurde das hölzerne Schlösschen abgerissen und durch einen dem Schloss Čelina ähnelnden Ziegelbau im Landbarockstil ersetzt. Erhalten blieben lediglich die Strebepfeiler und eine Eichenholztreppe. Es diente als Wohnsitz der Gutsverwalter und -Pächter. Auf dem Dach wurde 1896 ein Glockentürmchen aufgesetzt.
Nach der Verstaatlichung des Gutes Čím im Jahre 1948 wurde das Gebäude als Unterkunft für Roma, die als Landarbeiter beim Staatsgut beschäftigt waren, genutzt. In die Unterhaltung des baufälligen Bauwerkes wurde nichts investiert. Binnen kurzer Zeit war das Gebäude so ruiniert, dass es 1959 abgerissen wurde. Erhalten sind der Keller und der Brunnen.